# Pampino

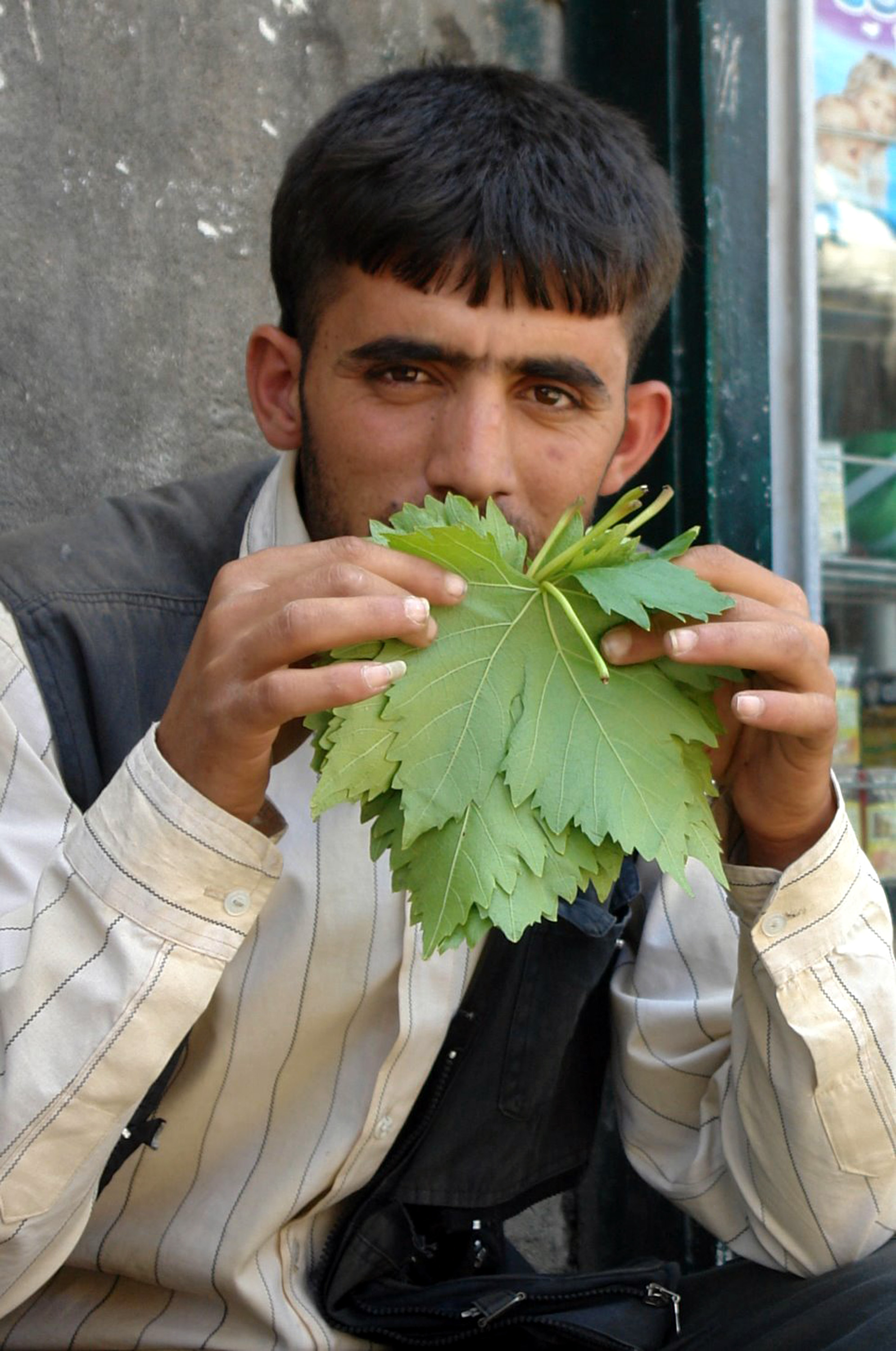
Venditore di foglie di vite a Damasco

Il pampino è la foglia della vite. Viene utilizzato come ingrediente culinario e in medicina. 

## Descrizione
I pampini sono foglie palmate, con lembo intero o suddiviso in genere in 3 o 5 lobi più o meno profondi; di rado possono esserci foglie incise in 7 o 9 lobi; il profilo varia secondo il vitigno, ma nella maggior parte è asimmetrico e irregolarmente orbicolare, in altri termini senza uno sviluppo prevalente in lunghezza o in larghezza. Vario è lo sviluppo, che dipende oltre che dal vitigno anche dal portinnesto. Il margine è irregolarmente dentato; nel punto d'inserzione del picciolo forma un'insenatura più o meno marcata (seno peziolare) che può essere del tutto assente oppure conformato a U o a lira, più o meno aperto e profondo.
La superficie è glabra oppure rivestita da una peluria più o meno sviluppata: in genere la pagina superiore è glabra oppure aracnoidea (peli radi e distribuiti come a formare una ragnatela); la pagina inferiore può essere rada, aracnoidea o più o meno fittamente tomentosa fino ad essere cotonosa. Lo sviluppo della tomentosità dipende da vari fattori, sia intrinseci alla pianta sia estrinseci. In autunno le foglie perdono la clorofilla assumendo, secondo il vitigno, una colorazione gialla o rossa. Con l'entrata in riposo vegetativo le foglie possono persistere per un tempo più o meno lungo sulla pianta.

## Utilizzi

### Cucina
I pampini possono essere utilizzati appena colti e venire conservati in vasetti o lattine. Vengono di norma arrotolati o farciti con miscele di carne e riso per preparare, ad esempio, i dolma, che vengono consumati in alcuni Paesi che si affacciano sul Mediterraneo, nei Balcani e in Medio Oriente. Vengono a volte anche triturati e usati per insaporire zuppe di cavoli e verdure.

### Medicina
Storicamente, le foglie di vite sono state utilizzate per scopi medicinali, come rimedio per i geloni, la diarrea e i problemi legati alle funzioni corporee, come il microcircolo. Il tè alle foglie di vite è usato per trattare malattie dell'apparato digerente, epatite e afta. Vengono anche preparate sotto forma di cataplasma (applicato direttamente sulla pelle) per combattere dolori al petto, mal di testa, reumatismi e febbre.
Dalla foglia di vite vengono estratti anche gli oli essenziali per fare l'estratto di foglie di vite, utilizzato nel trattamento dell'insufficienza venosa cronica.